# Mio padre monsignore
Mio padre monsignore è un film del 1971 diretto da Antonio Racioppi.

## Trama
Roma, 1870; la vita di Orlando, un popolano convinto di essere figlio di un alto prelato e di una prostituta, si incrocia con quella di Carlo Alberto, un bersagliere piemontese che crede di essere un figlio illegittimo del re Vittorio Emanuele II.
Orlando e Carlo Alberto stringono amicizia, ma questa viene subito minata dal fatto che Carlo Alberto viene sorpreso in intimità con Chiara, la sorella di Orlando.
Carlo Alberto parte, unendosi ai bersaglieri che partecipano con le altre truppe alla Presa di Roma, lasciandosi così in cattivi rapporti con Orlando e senza aver chiarito il suo sentimento d'amore per Chiara; non avendo più notizie di Carlo Alberto, i due fratelli partono alla ricerca del bersagliere e non riuscendo a trovarlo, si convincono che possa essere stato ucciso.
Carlo Alberto, che nel frattempo, dopo essere entrato con gli altri a Porta Pia, è stato in prigione perché entrato a Roma in mutande (aveva perso i pantaloni litigando con Orlando che lo aveva sorpreso con la sorella), durante i festeggiamenti per la presa della capitale tenta di mettersi in contatto con il Re per farsi riconoscere come suo figlio, ma senza risultato; nel contempo, anche Orlando crede di riconoscere in un monsignore suo padre, rimanendo però senza una certezza.
Successivamente, a causa di un equivoco, Carlo Alberto viene scambiato per una spia sabauda da parte di un gruppo di cospiratori papalini, che pertanto lo feriscono gravemente in un agguato notturno; ritrovatolo privo di forze e sanguinante, Orlando se lo carica sulle spalle per portarlo in salvo, nel mentre gli parla per confortarlo e confermargli di accettarlo come futuro sposo della sorella (sebbene il film si chiuda lasciando un possibile dubbio se Carlo Alberto si salverà, il fatto che tenga stretto in mano il cappello piumato e la scritta finale che riporta un detto popolare sui bersaglieri: "anche se gli fai uno sgambetto a tradimento il bersagliere si rialza e corre come il vento" lascia capire che vivrà).

## Distribuzione
La pellicola è stata distribuita il 26 maggio del 1971.